# Lakselv
Lakselv (észak számi nyelven: Leavdnja, finnül és kven nyelven: Lemmijoki)
település a központja és egyben legnagyobb települése Porsanger községnek, Norvégia Finnamark megyéjében. Lakselv lélekszáma a 2009-es adatok alapján 2146 fő.
A Ságat című számi újság szerkesztősége 1981 óta a településen működik.

## Közlekedés
A Lakselvi repülőtér Banak település mellett, köti össze Tromsø, Alta és Kirkenes városokkal. A Lakselv repülőteret a Widerøe légitársaság működteti. Nyaranta charter-járatok érkeznek ide és szállnak fel innen.

## Szabadidő
Lazacok, pisztrángok és pérek akadhatnak horogra a nyári hónapokban a környező vizeken. Telente elsősorban a télisportok kedvelői számára akadnak lehetőségek a sportolásra. Síelés, motorosszánozás és további téli sportok szerepelnek a kínálatban. Számos sípálya elérhető a környéken.
Lakselvben számos bolt és vendéglátóhely várja az idelátogatókat.

## Híres emberek
- Lars Iver Strand (1983. május 7.- ), norvég futballista, támadó középpályás a Strømsgodset IF csapatában. 2005-ben a Norvég labdarúgó-válogatott tagja volt. .[3]

## Fordítás
Ez a szócikk részben vagy egészben  a   Lakselv című angol Wikipédia-szócikk ezen változatának fordításán alapul.  Az eredeti cikk szerkesztőit annak laptörténete sorolja fel. Ez a jelzés csupán a megfogalmazás eredetét és a szerzői jogokat jelzi, nem szolgál a cikkben szereplő információk forrásmegjelöléseként.